# Schleinmühle
Die Schleinmühle ist eine Einzelsiedlung in der Gemeinde Mitterberg-Sankt Martin. Sie ist Teil der Ortschaft Kranzbach. Insgesamt besteht die Einzelsiedlung aus einem Wohnhaus, drei Nebengebäuden und einer nicht mehr benutzten Mühle. Die Mühle liegt am Gröbmingbach und ist noch bis 2010 auf der historischen österreichischen Karte eingezeichnet. Im Historischen Ortslexikon scheint der Ort nicht auf.
Die Naturrodelbahn Mitterberg endet bei der Mühle.